# Mauerkammergrab von Holzsußra

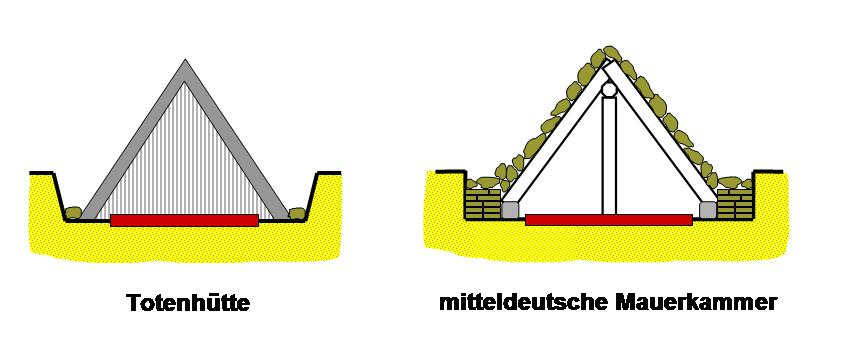
Totenhütte (Bohlenkammer) und Mauerkammergrab

Das eingesenkte Mauerkammergrab von Holzsußra nordwestlich von Ebeleben im Kyffhäuserkreis in Thüringen wurde im Jahr 1868 östlich vom Fuchsloch entdeckt. Im Jahr 1870 wurde das Kammergrab untersucht.
Das Ost-West orientierte Mauerkammergrab hat ein Kalksteinpflaster und eine 3,7 × 3,1 m große rechteckige Kammer, deren Wände durch senkrecht gestellte Steinplatten gebildet wurden. Das Grab war von einer Steinlage bedeckt, die vermutlich die verstürzte Abdeckung des Holzdaches darstellt.
Zwei zweireihige Schichten wurden gefunden mit je acht Ost-West orientierten Skeletten, die so angeordnet waren, dass die Schädel entlang der Westwand auf dem Pflaster lagen. Darüber fand sich eine übereinstimmende Bestattungslage. Folglich wurden hier mindestens 32 Individuen beigesetzt. In der Kammermitte überlagern sich die Bestattungsreihen. Diese Schädel waren angeblich nach unten gewandt.
Brandspuren sind nicht erwähnt.
Die Beigaben waren eine doppelseitige Steinaxt mit parallelen Seiten, ein spitzes Knochenwerkzeug, eine Feuersteinklinge und Reste von mindestens drei Gefäßen, zwei Tassen und wahrscheinlich eine Trommel mit kleinen Lochungen, wie sie auch im Mauerkammergrab von Hornsömmern gefunden wurde.
Bestattungsweise, Grabbau und Keramik sind für Bernburger Mauerkammergräber typisch. Die Vermutung Ulrich Fischers (1956, S. 272), dass es sich um gestreckte Skelette handelt, ist unbelegt. Eher könnte man an wie u. a. im Mauerkammergrab von Bennungen beobachtete Schädeldeponien denken.